# オスカー・オーマ
オスカー・オーマ（Oscar Ouma、1989年5月3日 - ）は、ケニアのラグビーユニオン選手。

## プロフィール
- ケニア出身[1]。
- ポジションはウィング(WTB)。
- 身長 186cm、体重 105kg
- 愛称はWheels、Big Wheels、Matope、Skaoh。

## 略歴
キャンディーSCに在籍したことがある。
2016年、リオ五輪の7人制ケニア代表に選ばれた。